# Liste der Biografien/Freb
Liste der Biografien |
Portal Biografien |
Personensuche
# |
A |
B |
C |
D |
E |
F |
G |
H |
I |
J |
K |
L |
M |
N |
O |
P |
Q |
R |
S |
T |
U |
V |
W |
X |
Y |
Z |
?
 
Fa |
Fe |
Ff |
Fh |
Fi |
Fj |
Fk |
Fl |
Fm |
Fn |
Fo |
Fr |
Ft |
Fu |
Fy
 
Fra |
Frc |
Fre |
Frg |
Fri |
Frk |
Frl |
Fro |
Fru |
Fry
 
Frea |
Freb |
Frec |
Fred |
Free |
Freg |
Freh |
Frei |
Frej |
Frek |
Frel |
Frem |
Fren |
Freo |
Frep |
Freq |
Frer |
Fres |
Fret |
Freu |
Frev |
Frew |
Frey |
Frez
Die Liste der Biografien führt alle Personen auf, die in der deutschsprachigen Wikipedia einen Artikel haben. Dieses ist eine Teilliste mit 5 Einträgen von Personen, deren Namen mit den Buchstaben „Freb“ beginnt.

## Freb

### Frebe
- Frebel, Anna (* 1980), deutsche Astronomin und AstrophysikerinAnna Frebel (* 1980)

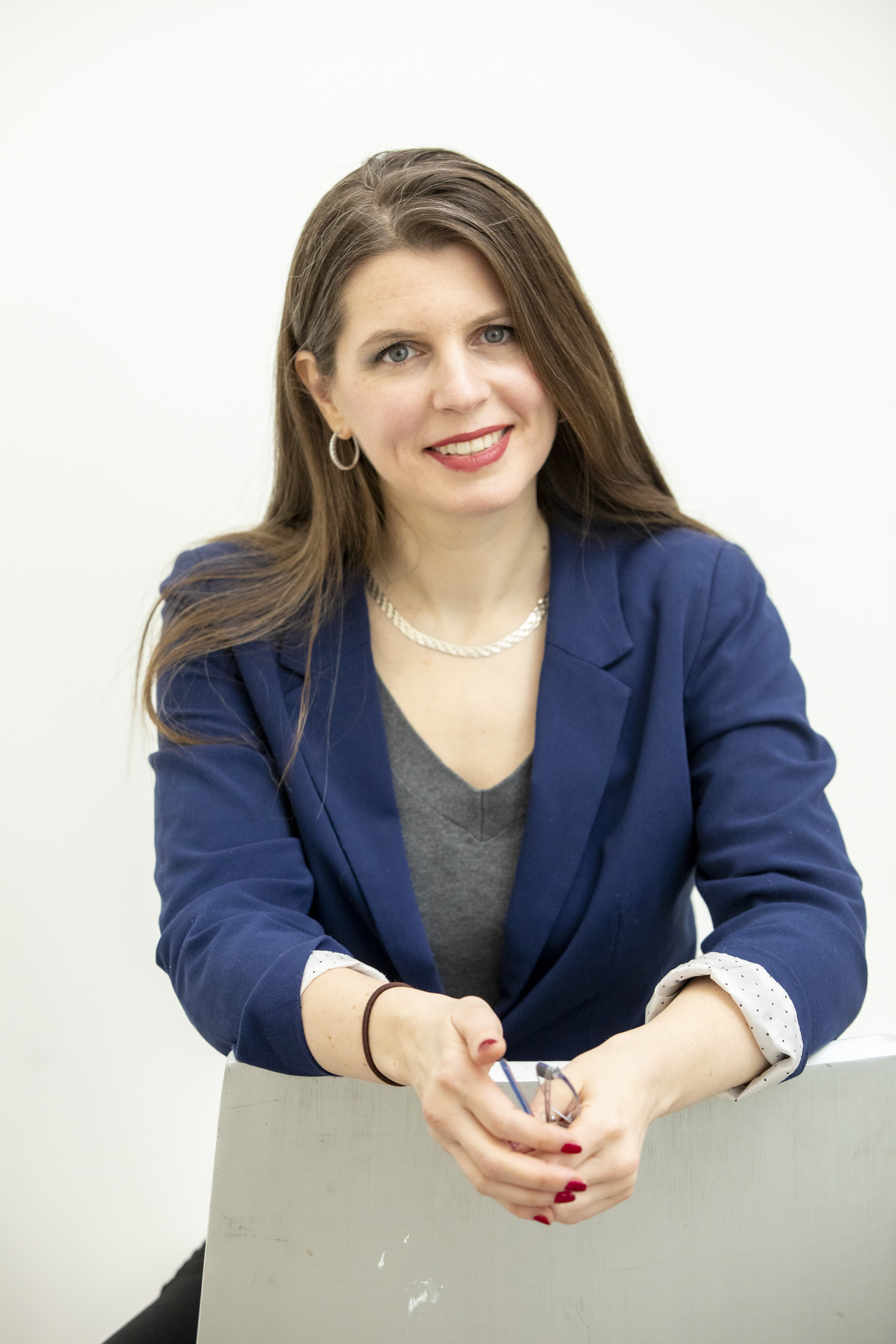
Anna Frebel (* 1980)

- Freberg, Stan (1926–2015), amerikanischer Schauspieler, Autor, Komiker, Musiker, Radiomoderator, Puppenspieler und Werbeleiter

### Frebo
- Frebold, Georg (1891–1948), deutscher Geologe
- Frebold, Hans (1899–1983), deutscher Geologe, Hochschullehrer und Polarforscher
- Frébourg, Marcel (1892–1950), französischer Ruderer